# Neoheteronyx insulanus
Neoheteronyx insulanus är en skalbaggsart som beskrevs av Moser 1920. Neoheteronyx insulanus ingår i släktet Neoheteronyx och familjen Melolonthidae. Inga underarter finns listade i Catalogue of Life.